# Albuca schlechteri
Albuca schlechteri är en sparrisväxtart som beskrevs av John Gilbert Baker. Albuca schlechteri ingår i släktet Albuca och familjen sparrisväxter. Inga underarter finns listade i Catalogue of Life.